# Mammillaria kraehenbuehlii
Mammillaria kraehenbuehlii ist eine Pflanzenart aus der Gattung Mammillaria in der Familie der Kakteengewächse (Cactaceae). Das Artepitheton ehrt den Schweizer Kakteenspezialisten und Kakteenkenner Felix Krähenbühl (1917–2001) aus Arlesheim in der Nähe von Basel.

## Beschreibung
Mammillaria kraehenbuehlii wächst niedrig und bildet dabei dichte Gruppen. Die zuerst kugeligen, später zylindrisch geformten Triebe sind weichfleischig und werden 3 bis 12 Zentimeter hoch und erreichen Durchmesser von 3,5 Zentimeter. Die spitz zulaufenden bis konisch geformten Warzen enthalten keinen Milchsaft. Die Axillen sind nackt. Der Mitteldorn ist braun gespitzt und 0,5 bis 1 Zentimeter lang. Manchmal fehlt der Mitteldorn auch ganz. Die 18 bis 24 Randdornen sind sehr dünn, kalkig weiß mit brauner Spitze, gebogen und ineinander greifend. Sie werden 3 bis 8 Millimeter lang.
Die flieder-karminroten Blüten werden bis zu 1,8 Zentimeter lang. Die dunkel karminroten Früchte enthalten schwarze Samen.

## Verbreitung, Systematik und Gefährdung
Mammillaria kraehenbuehlii ist im mexikanischen Bundesstaat in Oaxaca im Tehuacán-Cuicatlán-Tal verbreitet.
Die Erstbeschreibung als Pseudomammillaria kraehenbuehlii erfolgte 1970 durch Hans Krainz. Ein Jahr später stellte er die Art in die Gattung Mammillaria. Ein weiteres nomenklatorisches Synonym ist Escobariopsis kraehenbuehlii (Krainz) Doweld (2000).
In der Roten Liste gefährdeter Arten der IUCN wird die Art als „Least Concern (LC)“, d. h. als nicht gefährdet geführt.

## Nachweise